# Lungești (okręg Gałacz)
Lungești – wieś w Rumunii, w okręgu Gałacz, w gminie Bălăbănești. W 2011 roku liczyła 627 mieszkańców.